# Nenê do cururu
Nenê do Cururu, nome artístico de José Faustino Rodrigues de Arruda (Itu, 29 de julho de 1955), é um cantor de cururu.
Nascido na cidade de Itu, é o quarto de nove filhos do músico Luiz da Silveira Arruda e Maria Rodrigues Silveira.
Iniciou sua carreira em 1975, aos 20 anos de idade influenciado pelo cantador de repente Juvenal Ribeiro, mais conhecido como Gavião. 
Tinha já o apelido de Nenê e ao se tornar um trovador de cururu passou a ser chamado de Nenê do cururu para  diferenciar de outros repentistas com o mesmo apelido.  
O cantador de cururu pode ser chamado também de trovador, repentista ou cantante, homens de inteligência aguda, tão necessária para quem canta de modo improvisado.  São cidadãos simples, pedreiros, lavradores, frentistas de posto, motoristas de caminhão ou de táxi, operários que, ao cantarem em frente ao altar ou em cima de um palco, assumem a força e o orgulho de quem preserva as tradições de sua terra, em busca de um troféu mil vezes sagrado: o aplauso do público. 
Os cantadores que são reconhecidos e considerados cantadores com maestria e domínio do estilo musical  é consagrado como  um dos reis do cururu. O cantador Nenê do cururu faz parte da lista destes seletos artistas.
O cururu é um desafio cantado,competição popular, uma luta amistosa entre cantadores, praticado na região do Médio Tietê, nos municípios que ficam entre as cidades de Sorocaba, Piracicaba e Botucatu.
Neste estilo musical  as cantorias são feitas em parcerias, e ao longo de sua carreira formou parcerias com 4 grandes nomes deste estilo, com Gavião quem lhe inspirou e com Cunha Pai, Antônio Costa e Ventura. 
Na Televisão Nenê do Cururu se apresentou em vários programas entre eles em 1988 no aniversário de Itu o “A cidade faz o show” da TV Cultura,  apresentado por  Randal Juliano.
Em Junho de 2005, a cidade de Itu através da parceria com Nenê do Cururu, lançou o Projeto Cururu para alunos de 1ª a 8ª série das escolas municipais  afim de incentivar e despertar o interesse nas crianças pela cultura regional e dar continuidade às tradições folclóricas. 
Nenê do Cururu, canturião do Grupo Raízes de Itu, canta e encanta os frequentadores do Armazém do Limoeiro. Junto com seus companheiros propagam essa manifestação cultural. 
Participou de vários Desafios de Cururu representando o cururu paulista. 
Aos 42 anos de idade mudou-se para a zona rural de Itu onde reside até hoje. Atualmente tem 59 anos, é casado e não tem filhos.

## Carreira
No ano de 1981 participou do projeto “Minerva Cultural” da rede Record de TV na cidade de ITU
Teve participação também em outros programas televisivos regionais como: TV Paulista Jundiai (filial da TV Cultura).
TV Convenção Itu
TV. ABC A Cabo  da cidade Sorocaba
TV Globo – programa Roteiro Caipira
Teve matérias publicada a respeito do seu trabalho artístico entre elas estão Cururu Retratos de uma Tradição – Revista de Sorocaba ano de 2003.
Revista Campo e Cidade  - Itu
Jornal Bom dia de Jundiaí ano de 2013,  3 de maio, ano 8, edição 2714.

## Referência
1. ↑  «Cópia arquivada». Consultado em 9 de maio de 2019. Arquivado do original em 4 de março de 2016
2. ↑  http://www.itu.com.br/regiao/noticia/desafio-de-cururu-acontece-na-sala-palma-de-ouro-20131212
3. ↑  http://www.itu.com.br/educacao/noticia/projeto-cururu-sera-lancado-pela-secretaria-de-educacao-20100202
4. ↑  http://www.campoecidade.com.br/edicao-86-viola-caipira/redutos-do-cururu/
5. ↑  http://www.comunicacaopopularsalto.com.br/?pag=noticia&cod=433